# Właściciel Miedzianego Wzgórza
Właściciel Miedzianego Wzgórza (ang. Raider of the Copper Hill) – opublikowany w 1993 roku komiks Dona Rosy, będący czwartą częścią serii Życie i czasy Sknerusa McKwacza.

## Fabuła
Akcja rozgrywa się w latach 1883–1885. Murdo MacKenzie, dotychczasowy pracodawca Sknerusa, postanawia wrócić ze stadami bydła do Teksasu, zwalniając zarazem swoich pracowników.
Młody McKwacz decyduje się zostać poszukiwaczem złota, ale odkryte przez niego złoże zawiera jedynie miedź. Kiedy kaczor zastanawia się nad porzuceniem tego sposobu zarobku, okazuje się, że dzięki wynalezieniu elektryczności ceny miedzi poszły w górę. Sknerus sprzedaje jedyny posiadany przez siebie wartościowy przedmiot (sztuczną szczękę ze złotymi zębami Zgryzika McKwacza) i kupuje sprzęt górniczy, ale nie znajduje wystarczająco dużego złoża.
Wszystko zmienia się, kiedy poznaje Howarda Kwakerfellera – kaczora, który wzbogacił się w czasie gorączki złota w 1849 roku. Bogacz pomaga mu przejąć jedno z bogatszych złóż miedzi (Wzgórze Anakonda w Butte w stanie Montana), ale Sknerus, dowiedziawszy się o problemach rodziny w Szkocji, sprzedaje złoże pierwotnemu właścicielowi – Marcusowi Daly. 

## Ciekawostki
- Don Rosa oparł fabułę komiksu na autentycznej historii przejęcia przez konkurenta Daly’ego kopalni na Wzgórzu Anakonda na podstawie precedensu z 1849, który mówi, że posiadacz części miedzi lub złota z pewnego źródła jest właścicielem całego złoża.
- napis D.U.C.K., zamieszczany przez Rosę w każdym komiksie, znajduje się w żarówce, w pierwszym kadrze na str. 1.